# Адміністративний устрій Городнянського району
Адміністративний устрій Городнянського району — адміністративно-територіальний поділ Городнянського району Чернігівської області на 1 міську громаду, 2 сільські громади та 9 сільських рад, які об'єднують 76 населених пунктів та підпорядковані Городнянській районній раді. Адміністративний центр — місто Городня.

## Список громадГороднянського району
| № | Назва                          | Центр        | Населені пункти | Площа км² | Місце за площею | Населення (2015), осіб | Місце за населенням |
| - | ------------------------------ | ------------ | --- | --------- | --------------- | ---------------------- | ------------------- |
| 1 | Городнянська міська громада    | м. Городня   | с. Альошинське с. Берилівка с. Будище c. Бутівка с. Вокзал-Городня c. Володимирівка с. Гасичівка c. Гніздище м. Городня с. Горошківка с. День-Добрий с. Диханівка с. Дібрівне c. Дроздовиця с. Залісся с. Здрягівка с-ще Зелене с. Картовецьке c. Конотоп c. Кузничі с. Лютіж с. Минаївщина c. Мощенка с. Невкля с. Павло-Іванівське c. Пекурівка с. Перерост с. Півнівщина c. Полісся с. Політрудня c. Сеньківка с. Слобода c. Смичин c. Солонівка с. Стовпівка с. Студенець с. Сутоки с. Травневе c. Хотівля c. Хрипівка с. Черецьке с-ще Ясенівка |           |                 | 19105                  |                     |
| 2 | Вихвостівська сільська громада | c. Вихвостів | c. Вихвостів с. Довге c. Івашківка c. Куликівка с. Перше Травня с. Розвинівка |           |                 | 1691                   |                     |
| 3 | Тупичівська сільська громада   | c. Тупичів   | с. Безиків с. Бурівка c. Великий Листвен с-ще Тополівка c. Тупичів |           |                 | 2596                   |                     |

## Список радГороднянського району(з 2017 року)
| № | Назва                          | Центр             | Населені пункти                                        | Площа км² | Місце за площею | Населення (2001), чол. | Місце за населенням | Розташування |
| - | ------------------------------ | ----------------- | ------------------------------------------------------ | --------- | --------------- | ---------------------- | ------------------- | ------------ |
| 1 | Андріївська сільська рада      | с. Андріївка      | с. Андріївка с. Автуничі с. Старосілля                 | 70,702    | 1               | 825                    | 4                   |              |
| 2 | Ваганицька сільська рада       | c. Ваганичі       | c. Ваганичі с. Барабанівське с-ще Вершини              | 38,257    | 6               | 519                    | 13                  |              |
| 3 | Великодирчинська сільська рада | c. Великий Дирчин | c. Великий Дирчин с. Лашуки с. Малий Дирчин            | 34,58     | 9               | 524                    | 12                  |              |
| 4 | Деревинська сільська рада      | c. Деревини       | c. Деревини                                            | 16,737    | 12              | 652                    | 6                   |              |
| 5 | Ільмівська сільська рада       | c. Ільмівка       | c. Ільмівка с. Ближнє с. Карпівка с. Мости с. Світанок | 54,02     | 4               | 575                    | 9                   |              |
| 6 | Лемешівська сільська рада      | c. Лемешівка      | c. Лемешівка с. Мальча с-ще Рубіж                      | 37,63     | 7               | 652                    | 7                   |              |
| 7 | Макишинська сільська рада      | c. Макишин        | c. Макишин                                             | 62,249    | 2               | 992                    | 2                   |              |
| 8 | Переписька сільська рада       | c. Перепис        | c. Перепис с. Кусії                                    | 11,31     | 13              | 731                    | 5                   |              |
| 9 | Хоробицька сільська рада       | c. Хоробичі       | c. Хоробичі                                            | 33,71     | 10              | 629                    | 8                   |              |

## Список радГороднянського району(до 2017 року)
| №  | Назва                           | Центр              | Населені пункти                                                                                             | Площа км² | Місце за площею | Населення (2001), чол. | Місце за населенням | Розташування |
| -- | ------------------------------- | ------------------ | --- | --------- | --------------- | ---------------------- | ------------------- | ------------ |
| 1  | Городнянська міська рада        | м. Городня         | м. Городня с. Альошинське с. Вокзал-Городня с. Павло-Іванівське с-ще Ясенівка                               | 66,483    | 5               | 15052                  | 1                   |              |
| 2  | Андріївська сільська рада       | с. Андріївка       | с. Андріївка с. Автуничі с. Старосілля                                                                      | 70,702    | 3               | 825                    | 8                   |              |
| 3  | Бурівська сільська рада         | с. Бурівка         | с. Бурівка с. Безиків                                                                                       | 33,204    | 23              | 690                    | 12                  |              |
| 4  | Бутівська сільська рада         | c. Бутівка         | c. Бутівка с. Здрягівка с. Радянське                                                                        | 39,6      | 15              | 562                    | 21                  |              |
| 5  | Ваганицька сільська рада        | c. Ваганичі        | c. Ваганичі с. Барабанівське с-ще Вершини                                                                   | 38,257    | 16              | 519                    | 26                  |              |
| 6  | Великодирчинська сільська рада  | c. Великий Дирчин  | c. Великий Дирчин с. Лашуки с. Малий Дирчин                                                                 | 34,58     | 20              | 524                    | 24                  |              |
| 7  | Великолиственська сільська рада | c. Великий Листвен | c. Великий Листвен                                                                                          | 22,76     | 25              | 738                    | 10                  |              |
| 8  | Вихвостівська сільська рада     | c. Вихвостів       | c. Вихвостів с. Розвинівка                                                                                  | 36,91     | 18              | 999                    | 5                   |              |
| 9  | Володимирівська сільська рада   | c. Володимирівка   | c. Володимирівка с. День-Добрий                                                                             | 50,642    | 12              | 572                    | 19                  |              |
| 10 | Гніздищенська сільська рада     | c. Гніздище        | c. Гніздище с. Горошківка с. Стовпівка                                                                      | 50,001    | 13              | 277                    | 31                  |              |
| 11 | Деревинська сільська рада       | c. Деревини        | c. Деревини                                                                                                 | 16,737    | 30              | 652                    | 14                  |              |
| 12 | Дроздовицька сільська рада      | c. Дроздовиця      | c. Дроздовиця с. Будище с. Диханівка                                                                        | 67,122    | 4               | 627                    | 17                  |              |
| 13 | Івашківська сільська рада       | c. Івашківка       | c. Івашківка с. Довге с. Перше Травня                                                                       | 58,572    | 9               | 961                    | 7                   |              |
| 14 | Ільмівська сільська рада        | c. Ільмівка        | c. Ільмівка с. Ближнє с. Карпівка с. Мости с. Світанок                                                      | 54,02     | 11              | 575                    | 18                  |              |
| 15 | Конотопська сільська рада       | c. Конотоп         | c. Конотоп                                                                                                  | 34,72     | 19              | 562                    | 22                  |              |
| 16 | Кузничівська сільська рада      | c. Кузничі         | c. Кузничі с-ще Зелене                                                                                      | 22,098    | 26              | 327                    | 29                  |              |
| 17 | Куликівська сільська рада       | c. Куликівка       | c. Куликівка                                                                                                | 21,634    | 28              | 523                    | 25                  |              |
| 18 | Лемешівська сільська рада       | c. Лемешівка       | c. Лемешівка с. Мальча с-ще Рубіж                                                                           | 37,63     | 17              | 652                    | 15                  |              |
| 19 | Макишинська сільська рада       | c. Макишин         | c. Макишин                                                                                                  | 62,249    | 7               | 992                    | 6                   |              |
| 20 | Моложавська сільська рада       | c. Моложава        | c. Моложава с. Залісся с. Картовецьке с. Лютіж с. Минаївщина с. Невкля с. Перерост с. Студенець с. Черецьке | 134,069   | 1               | 746                    | 9                   |              |
| 21 | Мощенська сільська рада         | c. Мощенка         | c. Мощенка с. Гасичівка с. Сутоки                                                                           | 55,891    | 10              | 662                    | 13                  |              |
| 22 | Пекурівська сільська рада       | c. Пекурівка       | c. Пекурівка                                                                                                | 19,77     | 29              | 567                    | 20                  |              |
| 23 | Переписька сільська рада        | c. Перепис         | c. Перепис с. Кусії                                                                                         | 11,31     | 31              | 731                    | 11                  |              |
| 24 | Поліська сільська рада          | c. Полісся         | c. Полісся                                                                                                  | 28,507    | 24              | 334                    | 28                  |              |
| 25 | Сеньківська сільська рада       | c. Сеньківка       | c. Сеньківка с. Берилівка                                                                                   | 22,03     | 27              | 288                    | 30                  |              |
| 26 | Смичинська сільська рада        | c. Смичин          | c. Смичин с. Дібрівне                                                                                       | 79,01     | 2               | 1375                   | 3                   |              |
| 27 | Солонівська сільська рада       | c. Солонівка       | c. Солонівка                                                                                                | 33,3      | 22              | 482                    | 27                  |              |
| 28 | Тупичівська сільська рада       | c. Тупичів         | c. Тупичів с-ще Тополівка                                                                                   | 60,337    | 8               | 2219                   | 2                   |              |
| 29 | Хоробицька сільська рада        | c. Хоробичі        | c. Хоробичі                                                                                                 | 33,71     | 21              | 629                    | 16                  |              |
| 30 | Хотівлянська сільська рада      | c. Хотівля         | c. Хотівля с. Травневе                                                                                      | 62,641    | 6               | 557                    | 23                  |              |
| 31 | Хрипівська сільська рада        | c. Хрипівка        | c. Хрипівка с. Півнівщина с. Політрудня                                                                     | 49,61     | 14              | 1130                   | 4                   |              |

* Примітки: м. — місто, с-ще — селище, смт — селище міського типу, с. — село